# Скорпіоній
Скорпіоній (Scorpiurium) — рід мохів родини Brachytheciaceae. Поширення: Європа, Північна Африка, Північна Америка, Австралія, Нова Зеландія.
Види:
- Scorpiurium circinatum
- Scorpiurium cucullatum
- Scorpiurium deflexifolium
- Scorpiurium sendtneri
- Scorpiurium spelaeorum